# Joseph A. Ball
Joseph Arthur Ball, né le 16 août 1894 à Cambridge (Massachusetts) et mort le 27 août 1951 à Los Angeles. Après des études au MIT, il travaille 23 ans chez Technicolor Motion Picture Corporation en tant qu'ingénieur, avant de devenir consultant couleur, notamment pour Walt Disney. Il a été le directeur technique du premier film en couleur (Becky Sharp) et a reçu un Oscar d'honneur lors de la 11e cérémonie des Oscars pour sa contribution à la photographie couleur,.